# Chronologie de l'histoire du Québec (1608 à 1662)
Cette section de la Chronologie de l'histoire du Québec et de la Nouvelle-France concerne les événements ayant eu lieu entre la fondation de Québec et la mise sur pied du Conseil souverain de la Nouvelle-France.

## Années 1600
- 1608 - Pour le compte de la compagnie de Pierre Dugua de Mons, Samuel de Champlain, son lieutenant, fonde la Ville de Québec le 3 juillet.
- 1608-1663 - Gouvernement des Compagnies.
- 1609 - Champlain se joint, avec quelques Français, à une expédition militaire aux côtés des Algonquins, des Montagnais et des Hurons pour un premier raid, d'une série de trois, contre les Iroquois dont ils sortent vainqueurs.

## Années 1610
- 1610 - À la suite de la victoire militaire de l'alliance franco-huronne sur les Iroquois , Champlain charge Étienne Brûlé d'aller vivre parmi les Hurons pour apprendre leur langue et leurs coutumes. Étienne Brûlé est le premier Européen à remonter la rivière des Outaouais jusqu'à ce qui est aujourd'hui l'Ontario.
- 1610 - Ayant appris l'assassinat du roi Henri IV, Champlain quitte Québec pour la France le 8 août 1610.
- 1612 - 15 octobre, Champlain devient Lieutenant du vice-roi de la Nouvelle-France.
- 1613 - L'Acadie est prise par les troupes de Samuel Argall.
- 1615 - Arrivée des Récollets de Rouen le 2 juin. Ils construisirent une maison et une chapelle.
- 1615 - Troisième raid amérindien contre les Iroquois auquel se joint Champlain.
- 1615 - Samuel de Champlain, Étienne Brûlé et Joseph Le Caron explorent la rivière des Outouais et se rendent jusqu'à la baie Georgienne en Huronie.
- 1617 - Arrivée de Louis Hébert, avec sa femme, Marie Rollet, et leurs 3 enfants. Il fut le premier colon de la Nouvelle-France et devint ensuite procureur du roi.
- 1619 - Le duc de Montmorency devint vice-roi.

## Années 1620
- 1620 - Population de la Nouvelle-France: 60.
- 1621 - On commence à tenir des registres d'état civil à Québec.
- 1621 - Compagnie de Montmorency.
- 1623 - Les récollets Joseph Le Caron, Nicolas Viel et Gabriel Sagard débutent l'évangélisation des autochtones en Huronie.
- 1625 - Arrivée des Jésuites.
- 1627 - Armand Jean du Plessis, Cardinal de Richelieu fonde, le 29 avril, la Compagnie de la Nouvelle France, aussi appelée Compagnie des Cent-Associés.  Le roi Louis XIII donne à la compagnie le monopole sur la traite de la fourrure en échange de leur aide à la colonisation de la vallée du St-Laurent. La Coutume de Paris est introduite par cette compagnie en 1627 qui devint le seul système juridique de la Nouvelle-France en 1664, et ce, jusqu'en 1763.
- 1627 - Louis XIII introduit le système seigneurial et interdit l'établissement des huguenots en Nouvelle-France.
- 1628 - Les frères Thomas, Louis et David Kirke interceptent le convoi de la Compagnie des Cent-associés, occupent Tadoussac et somment Champlain de rendre Québec.
- 1629 - Population de la Nouvelle-France: 117.
- 1629 - Le 19 juillet, les frères Thomas, Louis et David Kirke prennent Québec.

## Années 1630
- 1632 - À la suite de la signature du traité de Saint-Germain-en-Laye le 29 mars, l'Acadie et la colonie de Québec sont rétrocédés à la France.
- 1632 - Premier esclave noir en Nouvelle-France. Arrivé avec les frères Kirke en 1629, vendu pour cinquante écus à Le Baillif, commis français qui était devenu un collaborateur des Anglais, il est offert par ce dernier à Guillaume Couillard en 1632 lors de la fin de l’occupation anglaise.
- 1632 - Gabriel Sagard publie Le Grand Voyage au pays des Hurons et un dictionnaire de la langue huronne.
- 1634 - Le Sieur de La Violette fait construire un poste de traite et un fort aux Trois-Rivières.
- 1634 - La Compagnie des Cent Associés se prévaut d'une disposition de sa charte et institue la tenure seigneuriale. Le 15 janvier elle concède la première seigneurie: celle de Beauport. Jusqu'à la fin du Régime français, 220 seigneuries seront concédées.
- 1634 - En juillet 1634, à la demande de Champlain, Jean Nicolet, accompagné de guides hurons et de quelques autres commerçants, est le premier à se lancer dans l'exploration des terres de l'ouest en direction d'une hypothétique mer de Chine. Il atteindra ce qui constitue aujourd'hui le Wisconsin.
- 1635 - À la demande des familles bourgeoises de la colonie, les Jésuites fondent le Collège de Québec.
- 1635 - Samuel de Champlain meurt le 25 décembre.
- 1636 - Arrivée du nouveau gouverneur de la Nouvelle-France, Charles Huault de Montmagny, le 12 juin.
- 1639 - Fondation de la Société Notre-Dame de Montréal.
- 1639 - Arrivée des Ursulines et des Hospitalières à Québec.

## Années 1640
- 1640 - Après avoir constitué un groupe d'environ 30 000 personnes, les hurons ne sont plus que 9 000 en 1640 après que trois épidémies importantes, en 1634, 1637 et 1639, eurent décimé leur population.
- 1641 - Arrivée de Jeanne Mance le 8 août.
- 1641 - Charles Le Moyne, père de Pierre Le Moyne d'Iberville, débarque en Nouvelle-France en provenance de Dieppe. Il a 15 ans.
- 1641 - Population de la Nouvelle-France: 300.
- 1642 - Début de la première guerre franco-iroquoise qui prend fin en 1667.
- 1642 - Mandaté par la Société Notre-Dame, société pieuse qu'anime La Dauversière, Paul Chomedey de Maisonneuve et Jeanne Mance fondent Ville-Marie (Montréal) le 17 mai.
- 1642 - Charles de Montmagny construit le Fort Richelieu.
- 1643 - Arrivée de Louis d'Ailleboust de Coulonge et d'Argentenay, officier et ingénieur militaire.
- 1645 - Le 8 octobre, inauguration de l'Hôtel-Dieu de Ville-Marie par Jeanne Mance.
- 1645 - Après entente avec la Compagnie des Cent-Associés, les commerçants du Canada, que représente en particulier Pierre Legardeur, sieur de Repentigny, forment la Compagnie des Habitants.
- 1647 - Arrivée de Guillaume Couture à Pointe-Lévy (située dans la seigneurie de Lauzon) le 15 mai. Il est le premier colon de la Rive-Sud de Québec.
- 1647 - Création du Conseil de Québec le 27 mars.
- 1648 - Début du génocide des Hurons par la Confédération iroquoise.
- 1648 - Création d'un camp volant pour repousser les bandes iroquoises dans leurs incursions contre les colons des environs de Ville-Marie (Montréal) et des Trois-Rivières.
- 1648 - Louis d'Ailleboust devient gouverneur de la Nouvelle-France à la suite du refus de Paul Chomedey de Maisonneuve.
- 1649-1650 - La Huronie est détruite; des réfugiés hurons sont relocalisés à l'île d'Orléans avec l'aide du gouverneur d'Ailleboust.

## Années 1650
- 1651 - Jean de Lauzon devient gouverneur de la Nouvelle-France.
- 1651 - La seigneurie de Sillery est concédée aux Hurons. Ils sont toutefois sous la tutelle des Jésuites puisque le roi ne leur a pas donné le droit de posséder le bien-fonds.
- 1652 - Le gouvernement de la Nouvelle-France crée le Domaine du Roi, un immense territoire qui s'étendait de La Malbaie jusqu'à la rivière Moisie et qui incluait l'hinterland jusqu'à la ligne de partage des eaux au nord.
- 1653 - La population de Québec atteint 2 000 âmes.
- 1653 - Arrivée de Marguerite Bourgeoys.
- 1654 - Médard Chouart des Groseilliers explore le lac Supérieur.
- 1657 - Arrivée des Sulpiciens à Montréal.
- 1658 - Pierre de Voyer d'Argenson, Vicomte de Mouzay devient gouverneur de la Nouvelle-France en remplacement de Jean de Lauzon.
- 1658 - Fondation de la Congrégation de Notre-Dame de Montréal par Marguerite Bourgeoys.
- 1658 - Érection de la Nouvelle-France en vicariat apostolique.
- 1659 - Médard Chouart des Groseilliers retourne avec Pierre-Esprit Radisson au lac Supérieur, au pays des Sioux et dans le secteur de la baie d'Hudson.

## Années 1660
- 1660 - Dollard des Ormeaux meurt à Long-Sault.
- 1660 - Médard Chouart des Groseilliers  tente, en vain, d'intéresser les autorités françaises à développer le commerce des fourrures dans le Nord-Ouest.
- 1661 - Au printemps, sur l'ordre du gouverneur d'Argenson, les Pères Dablon et Druillettes, ainsi que Denis de la Vallière, Denis et François Guyon, François Pelletier et Guillaume Couture tentent d'atteindre la Baie d'Hudson par les terres, expédition qui fut un échec.
- 1661 - Pierre Boucher expose les doléances des Canadiens à Louis XIV.
- 1661 - Louis XIV charge son ministre Jean-Baptiste Colbert de réorganiser l'administration de la Nouvelle-France le 16 mars.
- 1661 - Pierre Du Bois, baron d'Avaugour devient gouverneur de la Nouvelle-France.